# Врсар
Врсар (итал. Orsera) је приморски град и морска лука у западној Истри, Република Хрватска.

## Географија
Лежи 8 km јужно од Пореча и северно од Лимског канала.
По архитектури представља типичан пример медитеранског рибарског места. Од обале, терасасто се уздижу насеља, која при врху завршавају црквом са посебним црквеним звоном (итал. Campanile).
Осим туризма, развијен је риболов и виноградарство. Јужно од Врсара се налази и најпознатији нудистички камп у Југославији — Коверсада, где је у своје време боравио и славни Казанова.
Пред Врсаром се налази група од 18 мањих, ненасељених и медитеранским биљкама густо обраслих острва.

### Haceљa
Беги (итaл. Beghi), Бралићи (bralici), Врсар (Orsera). Градина (Gerolda), Делићи (Delici). Клоштар (San Michele di Leme), Контешићи (Contessici), Мараси  (Marassi) и Фленги (Prodani).

## Иcтopиja
Од римског насеља Ursaria остало је је трагова у луци и у ближој околини Врсара (вила рустика и акведукт). У раном средњем веку Врсар (Orsera), је био утврђен град, посед и летња резиденција поречких бискупа, који га држе од 983. до 1772. године. Насеље се формирало на падини брежуљка, на врху којег је каштел. Од градских утврђења сачувана су, осим каштела, само западна градска врата. Романичка тробродна црква Св. Марије подигнута је у XII веку, недалеко од темеља старохришћанске цркве.

## Становништво
На попису становништва 2011. године, општина Врсар је имала 2.162 становника, од чега у самом Врсару 1.771.

## Попис 1991.
На попису становништва 1991. године, насељено место Врсар је имало 1.624 становника, следећег националног састава:
| Попис 1991.‍   | Попис 1991.‍  | Попис 1991.‍ | Попис 1991.‍ | Попис 1991.‍ |
| ------------- | ------------ | ----------- | ----------- | ----------- |
|               |              |             |             |             |
| Хрвати        | Хрвати       |             | 927         | 57,08%      |
| Италијани     | Италијани    |             | 92          | 5,66%       |
| Срби          | Срби         |             | 84          | 5,17%       |
| Југословени   | Југословени  |             | 54          | 3,32%       |
| Албанци       | Албанци      |             | 21          | 1,29%       |
| Македонци     | Македонци    |             | 17          | 1,04%       |
| Словенци      | Словенци     |             | 17          | 1,04%       |
| Муслимани     | Муслимани    |             | 16          | 0,98%       |
| Мађари        | Мађари       |             | 9           | 0,55%       |
| Румуни        | Румуни       |             | 4           | 0,24%       |
| Словаци       | Словаци      |             | 4           | 0,24%       |
| Црногорци     | Црногорци    |             | 3           | 0,18%       |
| Чеси          | Чеси         |             | 2           | 0,12%       |
| Немци         | Немци        |             | 1           | 0,06%       |
| остали        | остали       |             | 4           | 0,24%       |
| неопредељени  | неопредељени |             | 32          | 1,97%       |
| регион. опр.  | регион. опр. |             | 316         | 19,45%      |
| непознато     | непознато    |             | 21          | 1,29%       |
| укупно: 1.624 |              |             |             |             |